# 子璇
子璇（965年—1038年），号东平，又称长水大师，杭州钱塘人，北宋华严宗高僧。
其早年出家，师事普慧寺契宗，学习《楞严经》，13岁受具足戒。最初从学于洪敏，后参谒琅琊寺慧觉，住长水寺弘阐华严，对宋朝华严宗振兴有重要贡献。大中祥符六年（1013年），翰林学士钱公易奏请皇帝赐其紫衣，为长水疏主楞严大师。其著有《首楞严义疏注经》、《首楞严经科》、《金刚般若经纂要科》、《大乘起信论笔削记》等。宝元元年圆寂。